# چارلز کولویل
چارلز کولویل (انگلیسی: Charles Colville; ۷ اوت ۱۷۷۰ – ۲۷ مارس ۱۸۴۳) فرد نظامی اهل پادشاهی متحد بریتانیای کبیر و ایرلند بود. وی همچنین برندهٔ جوایزی همچون نشان حمام شده‌است.